# مصفاة بانياس

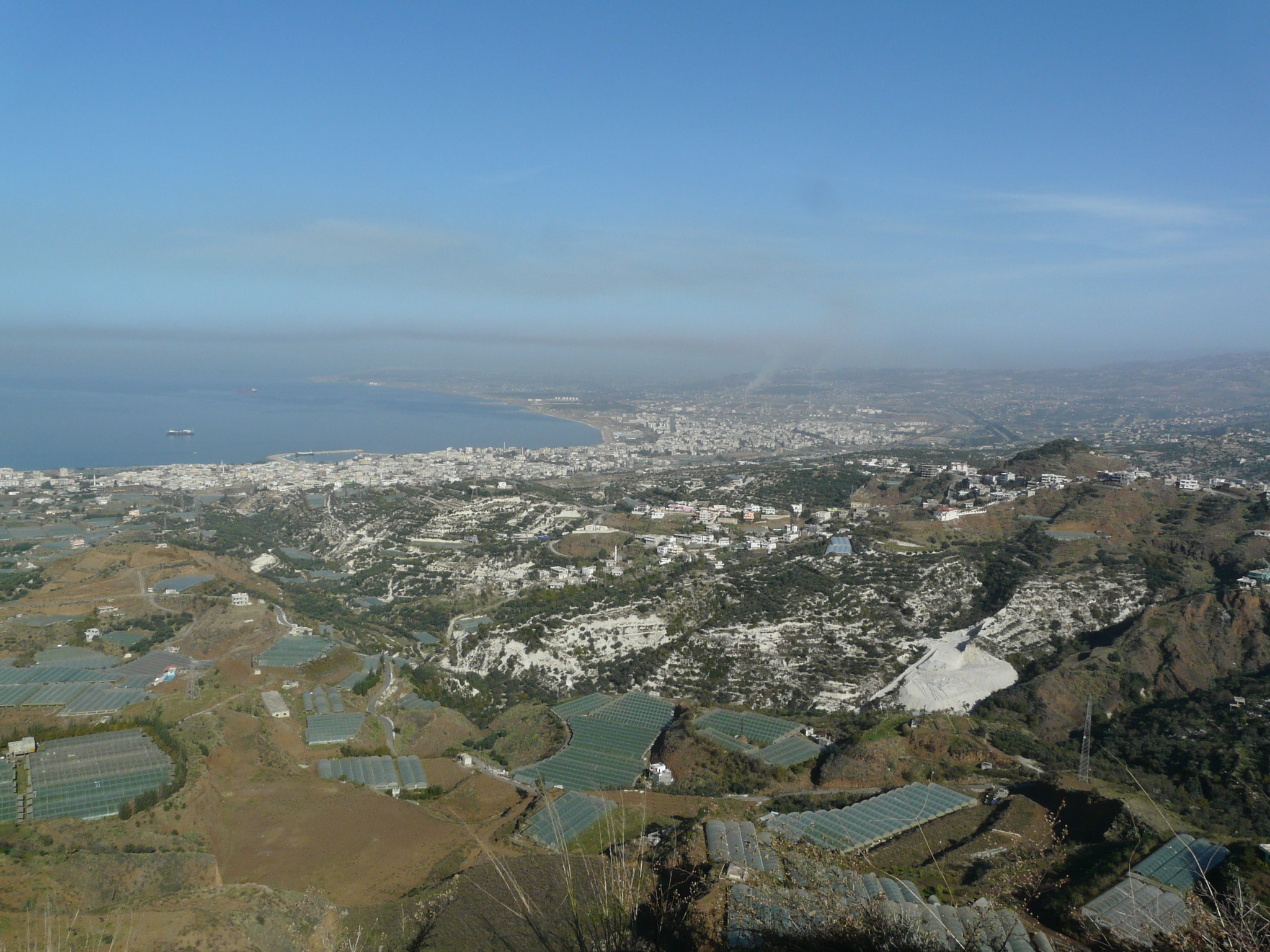
إطلالة على مدينة بانياس من قلعة المرقب، وتظهر في خلفية الصورة من بعيد مداخن مصفاة النفط، وفوقها سحب الدّخان والرّماد الذي تطلقه.

شركة مصفاة بانياس هي مصفاة تكرير نفط تقع شمال مدينة بانياس على ساحل سوريا الغربي. المصفاة هي واحدة من مصفاتي النفط الوحيدتين في سوريا، إلى جانب مصفاة حمص، ومصفاة بانياس هي الأكبر إنتاجاً من بينهما، إذ تنتج 130,000 برميل يومياً، فيما تنتج نظيرتها بحمص 110,000 برميل يومياً. كما يُمكِن للمصفاة تكرير 6 ملايين طنٍّ متريّ من النفط الخام سنوياً، مغطية جزءاً بارزاً من الحاجة المحلية للمشتقات النفطية من المازوت والوقود والغاز والأسفلت. تتبع مصفاة بانياس إدارياً شركة مصفاة بانياس التابعة بدورها لوزارة النفط والثروة المعدنية بسوريا.
تقع المصفاة شمال مدينة بانياس، وتتربع على مساحة حوالي 3.5 كيلومترات مربَّعة. تخضع المصفاة لعملية إصلاح سنوية تُسمَّى العمرة السنوية، تتوقف خلالها عن العمل بالكامل، ويبلغ طولها عدة أسابيع تكون في شهري أيلول وتشرين. تسدّ المصفاة حاجة المحافظات السورية من الكثير من المشتقات النفطية، والتي تُنقَل عبر القطار من محطة قطار بانياس إلى المدن الأخرى.

## التاريخ
تأسَّست مصفاة بانياس بموجب العقد رقم 20 لعام 1974، حيث أقيمت شركة مصفاة بانياس العامة التابعة لوزارة النفط والثروة المعدنية التي تعاقدت للعمل على المشروع مع شركة إندستريال إكسبورت إمبورت الرومانية. بدأ العمل على إقامة المصفاة في شهر أيلول من سنة 1975، وبدأت تجارب تشغيلها الأولية في 28 من تشرين الأول سنة 1979، وكان عدد تجارب التشغيل في تلك السنة 19 تجربة، ثم 131 في سنة 1980، ثم شغلت بشكل كامل لتجارب الضمانات في سنة 1981، وأخيراً افتتحت في 21 من آذار سنة 1982. وقد تمكَّنت المصفاة بالواقع من العمل بنسبة 102% -117.08% من طاقة تكريرها المفترضة بالأصل، والبالغة 6 ملايين طن سنوياً.
أوقفت المصفاة عن العمل في شهر أيلول لعام 2020 بغية إجراء أعمال صيانة موسعة أو ما يعرف ب العمرة بعد توقف أعمال الصيانة لمدة سبع سنوات متتالية ومن المتوقع زيادة انتاج البنزين بنسبة 25% في 16 أبريل 2025، أعلنت السلطات السورية عن استئناف العمل في مصفاة بانياس، وذلك بعد توقف دام قرابة أربعة أشهر منذ سقوط نظام الرئيس السابق بشار الأسد. وبحسب التصريحات الرسمية، عادت المصفاة للعمل بطاقة إنتاجية تصل إلى 95 ألف برميل يومياً. ويُتوقع أن يُسهم هذا التطور في دعم قطاع الطاقة في سوريا، الذي تعرض لأضرار كبيرة خلال العقد الماضي، ما أثر بشكل واسع على مختلف جوانب الحياة في البلاد.

## الفساد الإداريّ
أثيرت عدة قضايا من قبل حول الفساد الموجود في شركة مصفاة بانياس، وأدَّت بعض هذه القضايا إلى إصدار أحكام قضائية بإقالة مديرها العامّ ومنعه من السفر بسبب إهدار مبالغ تصل إلى 13 مليون ليرة سورية (25000$)، غير أن أياً من هذه الأحكام لم يُطبَّق على أرض الواقع.